# Prémio Alvarenga, de Piauhy
O Prémio Alvarenga, de Piauhy (em francês:  Prix d'Alvarenga, de Piauhy) é um galardão anual atribuído pela Académie royale de Médecine de Belgique.
Este prémio criado em 1888, foi criado em homenagem ao médico Pedro Francisco da Costa Alvarenga (1826 - 1883) e distingue as melhores teses escritas em francês, holandês ou inglês sobre qualquer campo da medicina. 

## Laureados[2]
- 1891-1892 - Léon Fredericq e Ernest Malvoz
- 1892-1893 - G. Gorin, G. Ansiaux, Jean François Heymans e De Buck
- 1893-1894 - Albert Mahaim, Jean François Heymans e L. Demoor
- 1894-1895 - Jean François Heymans
- 1895-1896 - Jean François Heymans, Paul Masoin e Joseph Corin (Seraing)
- 1897-1898 - Paul Masoin
- 1898-1899 - Louis Vervaeck e Charles Nelis
- 1899-1900 - C. De Neef, A. Ver Eecke e U. Lambotte
- 1901-1902 - Arthur Van Gehuchten
- 1902-1903 - Jean Demoor, A. Van Lint e L. Remy
- 1903-1904 - Alfred Blumenthal e Paul Masoin
- 1904-1905 - Eugène Gilson, Arthur Van Gehuchten, Ulysse Lambotte e Toussaint Stiennon
- 1905-1906 - J.F. Meurice, M. Weekers e H. De Waele
- 1906-1907 - Léon La Roy
- 1907-1908 - Georges Leboucq e Henri Fredericq
- 1908-1909 - F. Daels, H. De Waele, A. Van Cauwenberghe, C. Pons e Achille Haibe
- 1909-1910 - F. Daels
- 1910-1911 - F. Daels
- 1911-1912 - M. Molhant
- 1912-1913 - E. De Somer
- 1913-1914 - A. Deheegher e N. Goormaghtigh
- 1914-1920 - G. van Duyse fils e J. De Meyer
- 1922-1923 - Daniel Baruch
- 1926-1927 - Corneille Heymans e Léo Remouchamps
- 1928-1929 - Ch. Sillevaerts e Albert Govaerts
- 1932-1933 - Firmin Derom
- 1933-1934 - Ch. Sillevaerts e Albert Govaerts
- 1935-1936 - Z.M. Bacq e Michel Gerebtzoff
- 1937-1938 - Jean Stoeffel
- 1938-1939 - M. Van de Maele
- 1939-1940 - Jean Titeca
- 1940-1941 - Marcel Segers
- 1941-1942 - José Van Laere
- 1942-1943 - Pierre Lacroix e Léon Dumont
- 1943-1944 - Léon Dumont
- 1944-1945 - Pierre Dustin e Eugène L. Van Oye
- 1948-1949 - Raymond Geeraerts
- 1949-1950 - Joseph Radermacker
- 1954-1955 - Marie-Ange Radermacker
- 1958 - J.E. Desmedt
- 1959 - Hyacinthe Brabant
- 1962 - Jean Lecomte
- 1963 - August Lodewijk Delaunois
- 1964 - A. Dozin
- 1965 - L. Vakaet
- 1966 - Lucien Vakaet
- 1967 - Léopold Martin
- 1969 - Julien Debecker
- 1970 - Alfred Luyckx
- 1971 - P. Noël
- 1972 - Georges Van den Berghe
- 1973 - Jean-Marie Gillis e Willy Stalmans
- 1975 - Jean-Marie Godfraind
- 1976 - Marcel Kornitzer
- 1977 - Frans Belpaire
- 1978 - Émile Godaux
- 1979 - Paul Tulkens
- 1980 - Jean Lebacq
- 1981 - Émile Van Schaftingen
- 1982 - Patrick Couvreurson
- 1984 - Jean-Luc Vandenbossche
- 1985 - Geneviève Krack
- 1986 - Jacques Damas
- 1987 - Munikengi Tsakala
- 1988 - Marcel Roberfroid
- 1990 - Claude Tomberg
- 1991 - Philippe Lebrun
- 1993 - Denise Lagneaux
- 1994 - Claude Veraart
- 1995 - Jean-Paul Dehaye
- 1996 - Jean-Marie Gérard
- 1997 - Frédéric Lemaigre
- 2000 - Alain Le Moine
- 2001 - Khalid Bajou
- 2002 - Christine Sempoux
- 2003 - Sabine Costagliola
- 2004 - Brigitte Malgrange
- 2005 - Stanislas Goriely
- 2007 - François Jouret
- 2008 - Céline Mascaux
- 2009 - Jean-François Collet
- 2011 - Samuël Leistedt
- 2012 - Carole Nagant
- 2013 - Mohamed Al-Khtib
- 2014 - Paolo Ettore Porporato
- 2015 - Luca Tiberi